# Scott Robertson
Scott Robertson, född 24 juni 1987 i Sydney, är en australisk simhoppare som utsågs till Australiens manliga simhoppare år 2007, och som hamnat topp tio i flera internationella tävlingar. Han fick ett stipendium från Australian Institute of Sport.